# Emmelichthys struhsakeri
Emmelichthys struhsakeri är en fiskart som beskrevs av Phillip C. Heemstra och Randall, 1977. Emmelichthys struhsakeri ingår i släktet Emmelichthys och familjen Emmelichthyidae. Inga underarter finns listade i Catalogue of Life.